# Aeroporto Internacional Ingeniero Ambrosio L.V. Taravella
O Aeroporto Internacional Ingeniero Ambrosio L.V. Taravella, conhecido como Pajas Blancas, está localizado 9 km à noroeste de Córdova, na província argentina homônima.